# Rollier indien
Coracias benghalensis
Espèce
Statut de conservation UICN

 LC  : Préoccupation mineure
Le Rollier indien (Coracias benghalensis) est une espèce d'oiseau de la famille des rolliers vivant dans le sud de l'Asie tropicale. On le désignait localement sous le nom de « geai bleu », mais ce nom est scientifiquement incorrect.

## Sous-espèces
Cet oiseau est représenté par 3 sous-espèces :
- Coracias benghalensis benghalensis ;
- Coracias benghalensis indicus ;
- Coracias benghalensis affinis.

## Description

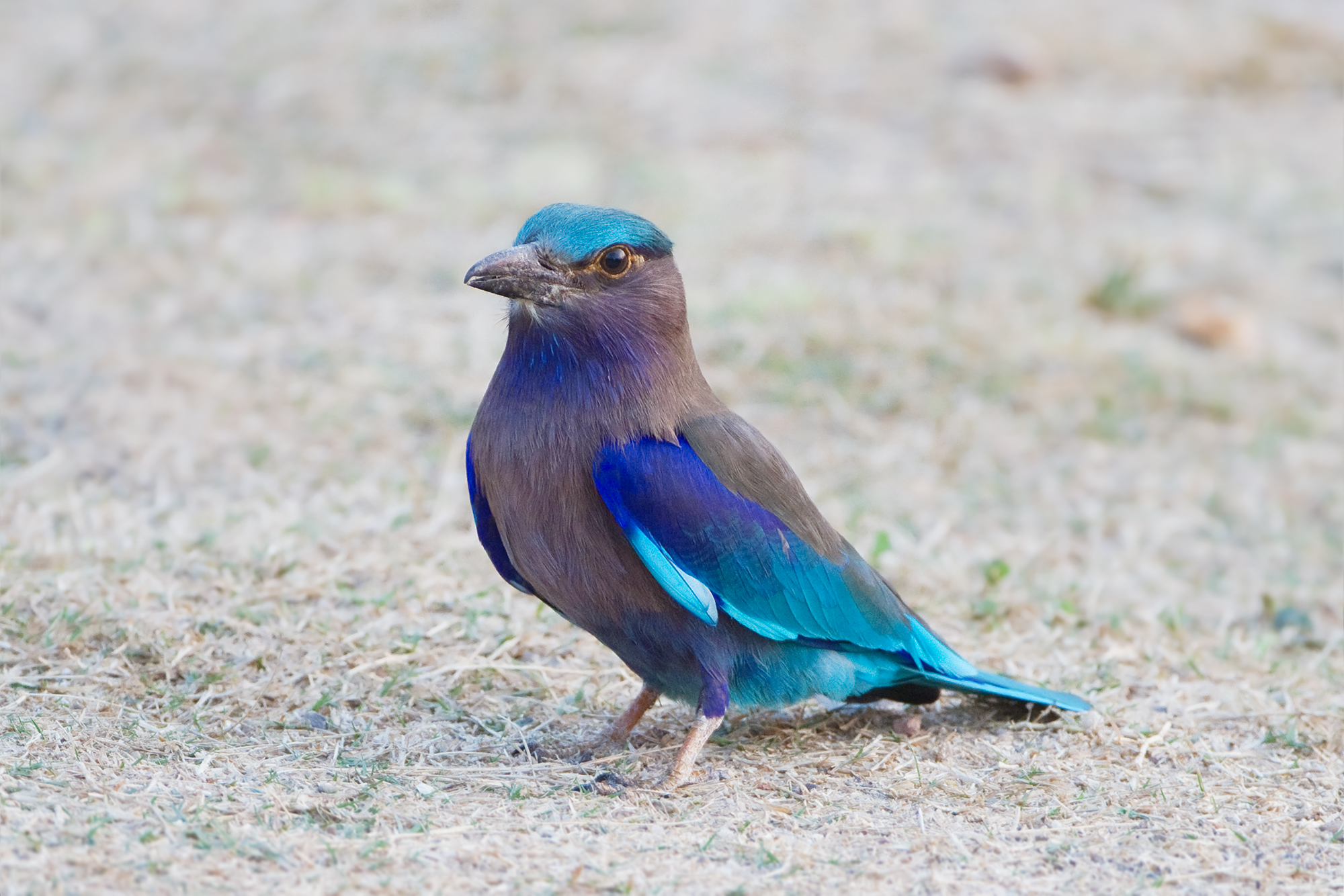
Rollier indien, parc national de Kaeng Krachan, Thaïlande.

Cet oiseau trapu mesure 30 à 34 centimètres de longueur et a une envergure de 65 à 75 cm. Il pèse environ 170g.
Le dos est beige, la face et la poitrine lilas, le sommet de la tête, les ailes, la queue et le ventre sont bleus.
La sous-espèce C. b. affinis a un dos vert et le ventre pourpre et est quelquefois considérée comme une espèce à part entière.

## Distribution
Cet oiseau sédentaire vit dans les régions tropicales du sud de l'Asie depuis l'Irak

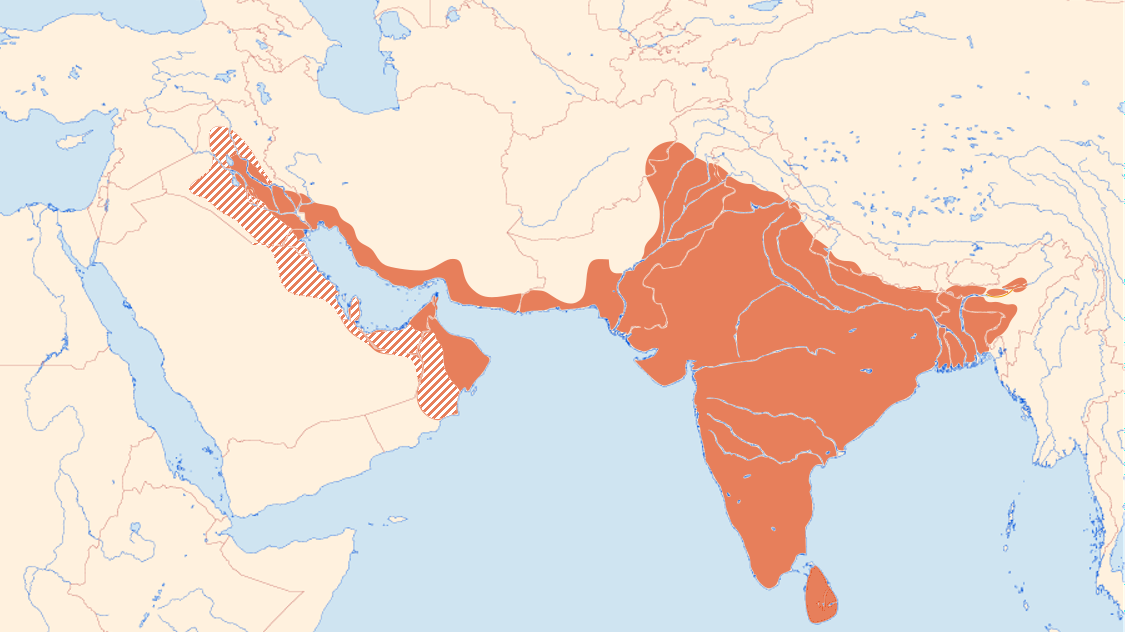
Aire de répartition du rollier indien

jusqu'en Thaïlande.

## Habitat
Il vit dans les régions dégagées où il n'y a que quelques arbres au sommet desquels il se perche pour guetter ses proies : régions découvertes à buissons, plantations et forêts claires ainsi que parcs et jardins des villes jusqu'à 3700 m d'altitude. Il se pose souvent sur les fils au bord des routes.
Par contre, il est absent des forêts tropicales pluviales où la végétation est dense.

## Alimentation
Le rollier indien est carnivore.
Il se nourrit de gros insectes, en vol de papillons et de termites volants ; au sol de criquets et de sauterelles, de lézards et de beaucoup de grenouilles.
Parfois il mange un petit rongeur, des œufs ou des oisillons.
Il n'hésite pas à suivre un engin agricole pour se nourrir des animaux mis en évidence ou à plonger dans les cendres chaudes après un incendie pour y récupérer des animaux brûlés.

## Mode de vie
Il évite le contact avec les hommes.

## Reproduction
À la saison des amours, les couples effectuent des vols acrobatiques dans les airs.
La femelle pond 2 à 4 œufs blancs dans un trou d'arbre, souvent un palmier mort, entre 5 et 8 m au-dessus du sol, sur un tapis de chaumes. Les deux parents couvent à tour de rôle 17-19 jours puis donne la becqué aux oisillons.
Le même site de nidification est réutilisé année après année.

## Galerie

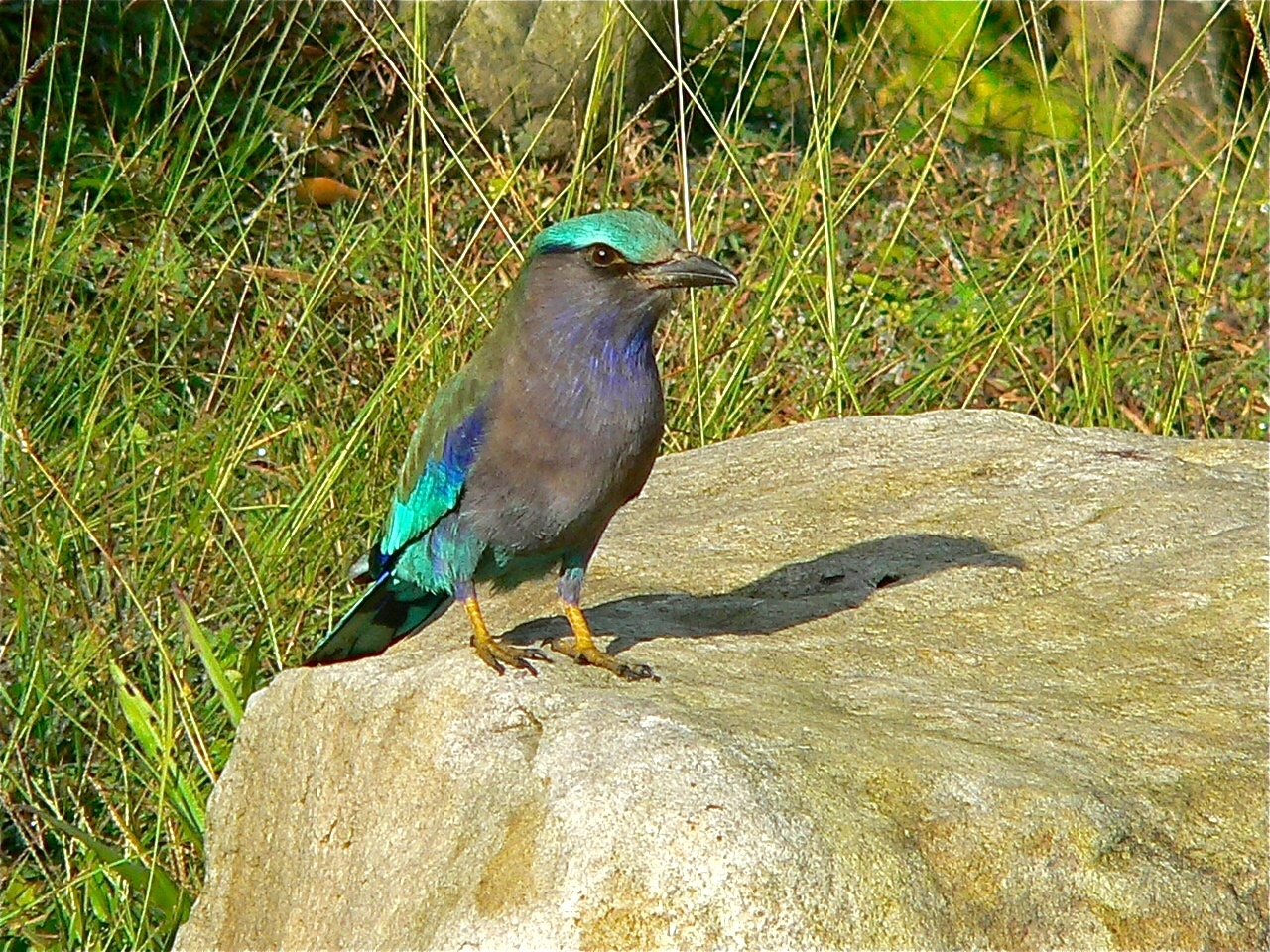
Coracias benghalensis (Parc national de Khao Yai, Thailande)
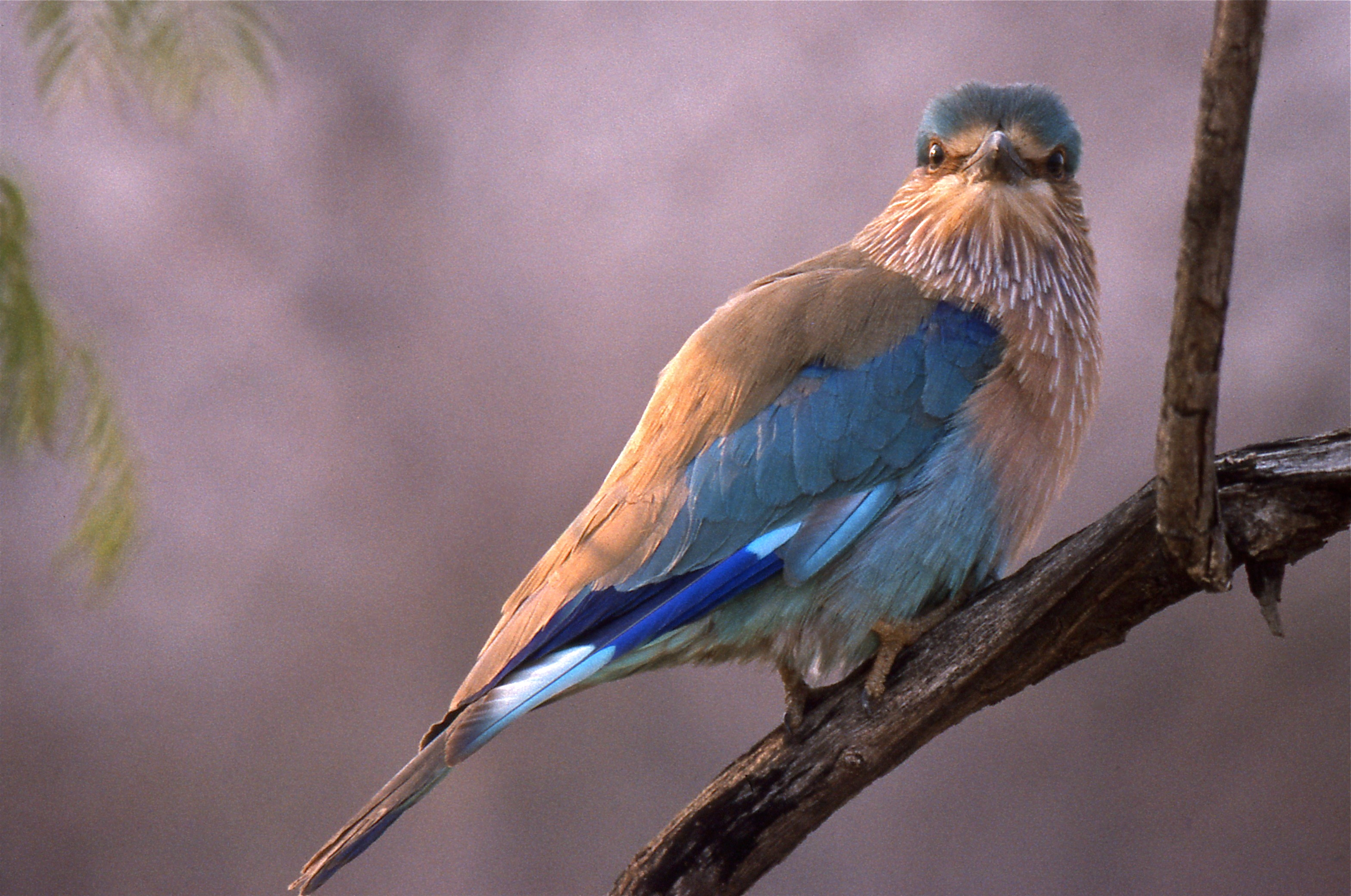
Coracias benghalensis (Parc national de Ranthambore, Inde)
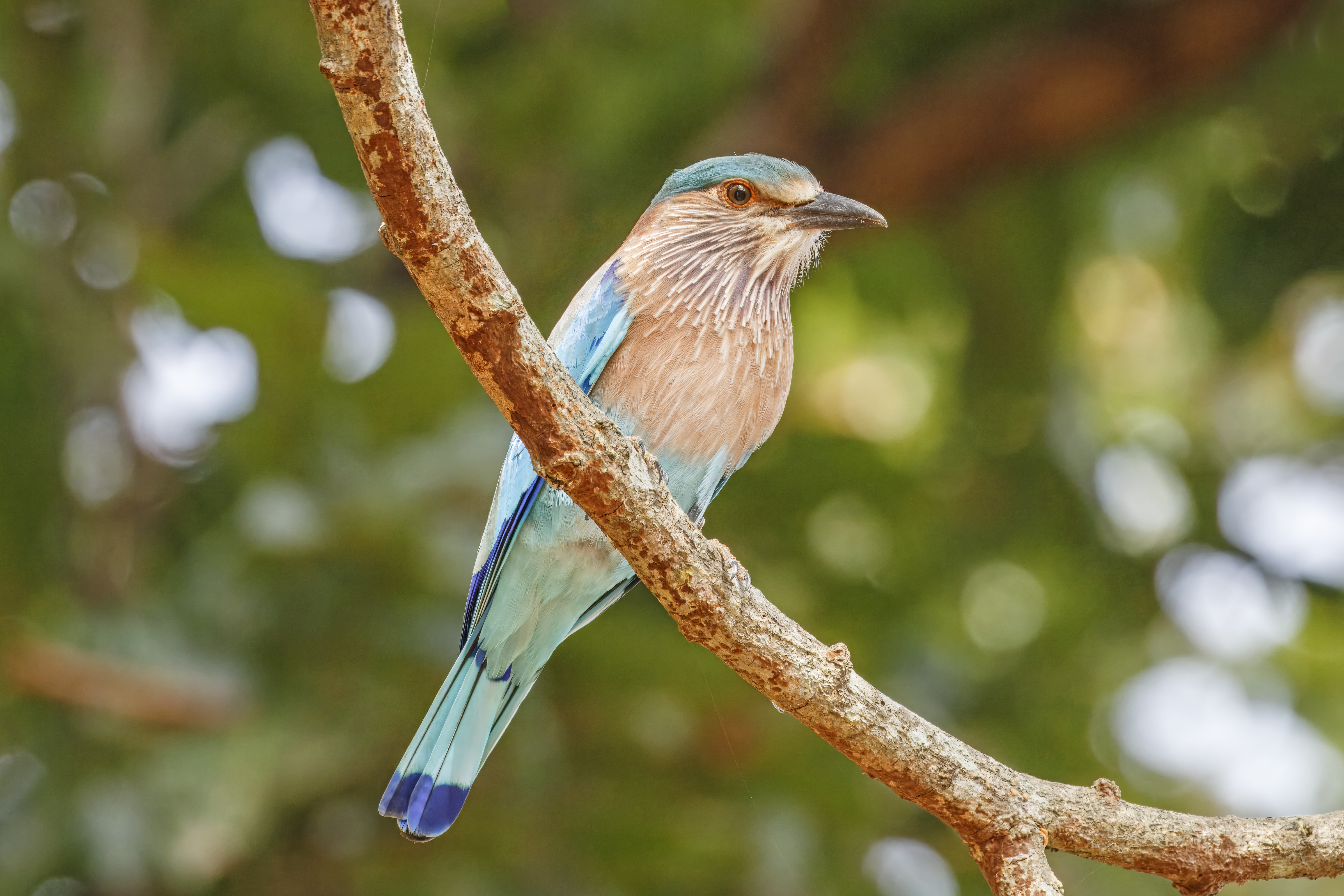
Coracias benghalensis benghalensis, (Parc national de Kanha, Inde)